# (3689) Yeates
(3689) Yeates est un astéroïde de la ceinture principale.

## Description
(3689) Yeates est un astéroïde de la ceinture principale. Il fut découvert le 5 mai 1981 à l'Observatoire Palomar par Carolyn S. Shoemaker. Il présente une orbite caractérisée par un demi-grand axe de 2,88 UA, une excentricité de 0,08 et une inclinaison de 9,3° par rapport à l'écliptique.

## Compléments